# Christian Kohmann
Christian Kohmann (* 7. September 1974 in Ratingen) ist ein deutscher Eishockeyspieler, der in der Saison 2012/13 zunächst für die Moskitos Essen in der Oberliga West spielte. Zum Ende der Transferphase wechselte er zum Ligakonkurrenten Hammer Eisbären. Während seiner Karriere war er unter anderem für die Füchse Duisburg und die Frankfurt Lions aus der Deutschen Eishockey Liga aktiv.

## Karriere
Christian Kohmann spielte zu Beginn seiner Karriere insgesamt vier Jahre in seiner Heimatstadt für die Ratinger Löwen. Nachdem er sich in der Profimannschaft noch nicht durchsetzen konnte, lief der gelernte Stürmer in der Saison 1994/95 für die U20-Mannschaft der Ratinger Löwen auf. Dort bestach er durch gute Leistungen und wurde am Ende Topscorer mit 74 Punkten in 26 Spielen. Nur eine Spielzeit später, bekam er dann auch in der DEL Eiszeit. Allerdings konnte er in 12 Spielen keine Punkte erzielen und wechselte mitten in der Saison 1995/96 zum EV Duisburg.
Nach diesem kurzen Intermezzo bei den Füchsen, für die er lediglich zwölfmal das Trikot trug, schloss sich Kohmann den Moskitos Essen an. Hier spielte er sechs Jahre und war eine wichtige Stütze im Essener Sturm. Mit den Moskitos konnte der Offensivspieler die Meisterschaft der Saison 1998/99 feiern und stieg daraufhin in die Deutsche Eishockey Liga auf. Kohmann blieb noch ein Jahr in Essen und verließ den Verein zum Ende der Spielzeit 1999/00. Schließlich konnte der Deutsche beachtliche 135 Scorerpunkte in 258 Spielen vorweisen.
In den folgenden Jahren wechselte Christian Kohmann zweimal den Verein. Stationen waren die Revierlöwen Oberhausen sowie die Schwenninger Wild Wings in der Deutschen Eishockey Liga.
Zur Saison 2003/04, unterschrieb der damals 28-jährige einen Vertrag bei den Frankfurt Lions. In Frankfurt erreichte Kohmann seinen Karrierehöhepunkt. Gleich in seiner ersten Spielzeit gewann er mit den Löwen überraschend die Deutsche Meisterschaft. Infolge der gewonnenen Meisterschaft, durfte der Linksschütze mit den Lions im Jahr 2005 im European Champions Cup starten.
Nachdem er in seiner letzten Saison bei den Lions nur noch wenig Eiszeit bekommen hatte, wechselte Kohmann im Jahre 2006 zu den Kassel Huskies, mit denen er im gleichen Jahr in die 2. Bundesliga abstieg.
Auch in Kassel stand er nur noch begrenzt auf dem Eis, konnte aber dennoch 2008 den Wiederaufstieg in die Deutsche Eishockey Liga feiern. Daraufhin verließ Christian Kohmann die Huskies und wechselte zur Saison 2008/09 ins Ruhrgebiet zum EHC Dortmund. Dort übernahm er das Amt des Kapitäns und stieg mit dem Verein zum Ende der Spielzeit in die Oberliga auf. Im Sommer 2009 gaben die Verantwortlichen der Moskitos Essen bekannt, den Offensivspieler verpflichtet zu haben. Mit 81 Punkten aus 43 Spielen hatte Kohmann großen Anteil am Gewinn der Regionalliga-Meisterschaft der Moskitos. Zur Saison 2010/11 wechselte er zurück in seine Heimatstadt, zum Oberligisten Ratinger Ice Aliens.

## Erfolge und Auszeichnungen
- 1999 Aufstieg in die Deutsche Eishockey Liga mit den Moskitos Essen
- 2004 Deutscher Meister mit den Frankfurt Lions
- 2005 Teilnahme am European Champions Cup mit den Frankfurt Lions
- 2008 Meister der 2. Bundesliga mit den Kassel Huskies
- 2009 Meister der Regionalliga mit dem EHC Dortmund
- 2010 Meister der Regionalliga mit den Moskitos Essen

## Karrierestatistik
(Legende zur Spielerstatistik: Sp oder GP = absolvierte Spiele; T oder G = erzielte Tore; V oder A = erzielte Assists; Pkt oder Pts = erzielte Scorerpunkte; SM oder PIM = erhaltene Strafminuten; +/− = Plus/Minus-Bilanz; PP = erzielte Überzahltore; SH = erzielte Unterzahltore; GW = erzielte Siegtore; 1 Play-downs/Relegation; Kursiv: Statistik nicht vollständig)

1 inklusive Vorgängerliga „Bundesliga“ (1958–1994)
2 inklusive Vorgängerligen „1. Liga“ (1994–1998) und „Bundesliga“ (1998–1999)